# Дьяков, Виктор Васильевич
Виктор Васильевич Дьяков (род. 16 октября 1987 года в  Волгоградской области) — российский кикбоксер и тренер по кикбоксингу. Победитель Кубка России по кикбоксингу, Победитель Кубка Мира по кикбоксингу по версии WAKO.

## Биография
Виктор Дьяков родился в ст. Глазуновской Кумылженского района 16 октября 1987 года. Детство и юность провел в г.Михайловка, здесь же закончил общеобразовательную школу. В 2009 году окончил Волгоградский государственный педагогический университет по специальности учитель физической культуры, 2009-2010 годах служил в армии, женат, воспитывает трех сыновей. В данный момент тренер по кикбоксингу боксу в МКОУ ДОД ДЮСШ-2 г. Михайловки. 

## Спортивная карьера

### Титулы и достижения
- Любительский спорт
  - 2008 Призер Кубка России по кикбоксингу.
  - 2013 Победитель Кубка России по кикбоксингу.
  - 2013 Победитель Кубка Мира по кикбоксингу по версии WAKO.
- Профессиональный спорт

## Тренерская карьера

### Личный тренер
- Дегтярев, Владимир Владимирович. Мастер спорта. Чемпион России 2014 года, участник чемпионата Европы 2014 года, член сборной команды России по кикбоксингу 2014,2015,2016 гг. Полуфиналист чемпионата мира по кикбоксингу среди профессионалов по версии TNA.
- Александров Ярослав. Финалист Кубка России 2017 года.
- Ястребова Вероника. Финалист Кубка России 2017 года.